# Giacomo Boni
Giacomo Boni (Venetië, 25 april 1859 – Rome, 10 juli 1925) was een Italiaanse archeoloog en architect. Hij is met name beroemd geworden vanwege zijn pionierswerk op het Forum Romanum. 

## Venetiaanse jaren
Boni werd geboren in Venetië, in een irredentistische gezin waarvan de vader als kapitein bij de marine had geweigerd een eed te zweren op de Oostenrijkse keizer. Als gevolg hiervan verloor zijn vader zijn baan en groeide Boni op in armoede. Als jongeling werkte Boni mee aan de restauratie van het dogepaleis in zijn geboortestad.  Daarna studeerde hij, ook in Venetië, architectuur aan de Academie voor de Schone Kunsten (Accademia di Belle Arti). Na zijn studie trok Boni naar Rome, hoewel hij voor bijzondere gelegenheden terugkeerde naar zijn geboorteplaats. Zo deed hij rond 1903, na het instorten van de Campanile van de San Marco, onderzoek onder de basiliek, wat leidde tot vondsten uit de Romeinse tijd. 

## Als archeoloog in Rome
Vanaf 1888 kreeg Boni aanstellingen bij diverse Italiaanse culturele instellingen, waaronder bij het Istituto Nazionale per la Grafica - Calcografia. In 1898 werd hij aangesteld als hoofdarcheloog om de opgravingen op het Forum Romanum te leiden. Vanaf 1907 kwam daar de opgraving op de naburige Palatijn bij. 
Boni's werk op het Forum was van groot belang en blijvende invloed. Als eerste Italiaanse archeoloog die zich bezig hield met de Oudheid maakte Boni gebruik van stratigrafie. Hij groef aardlaag voor aardlaag af, waardoor hij zijn vondsten exacter kon dateren dan archeologen voor hem hadden gedaan. Dit leidde, in combinatie met zijn mettertijd groeiende expertise, tot opzienbarende ontdekkingen. Tot Boni's  belangrijkste ontdekkingen behoorden een necropolis onder de Tempel van Antoninus en Faustina, de fundamenten van de Regia en de exacte locatie van het Lacus Curtius. Zijn spraakmakendste vondst was die van de Lapis niger. Op de Palatijn ontdekte Boni onder meer een waterkelder en deed hij opgravingen bij de Domus Flavia. 

## Eerste Wereldoorlog en fascisme
Na het uitbreken van de Eerste Wereldoorlog moest Boni zijn taken tijdelijk staken. Tijdens de oorlog diende hij een tijd als soldaat, waarna hij in 1916 zijn werkzaamheden als archeoloog hervatte. Na de oorlog heulde hij met het fascisme van Benito Mussolini. Boni zag deze nieuwe politieke beweging als kans om het heidendom van de Romeinen nieuw leven in te blazen. Mussolini stond hier niet onwelwillend tegenover, en benoemde Boni in 1923 tot senator. Boni en Mussolini vonden elkaar vooral in de opvatting dat de heerschappij onder de Duce een herleving betekende van Italië tijdens het Romeinse Rijk. 
Boni leidde daarnaast tal van ceremonies om de antieke Romeinse religie te doen herleven. Zo organiseerde hij in 1903 een herdenking met zijn vriend Horatio Brown bij het Lacus Curtius; zuiverde hij 1916 de tempel van Jupiter Victor en bouwde hij in 1917 een altaar op de Palatijn. Ook bereidde hij in 1923 de herdenking van de Mars op Rome voor met tal van heidense ceremonies, waaronder lupercalia.  
In 1925 overleed Giacomo Boni. Als erkenning voor zijn werk werd het hem vergund op de Palatijn begraven te worden, waar zijn tombe nog immer staat.
- Bibsys: 3020203
- Bibliothèque nationale de France: cb12668177h (data)
- Catàleg d'autoritats de noms i títols de Catalunya: 981058615108106706
- CiNii: DA1399356X
- Gemeinsame Normdatei: 119270412
- International Standard Name Identifier: 0000 0000 6629 5578
- Library of Congress Control Number: n86054260
- Nationale Bibliotheek van Tsjechië: mub2017949585
- Nationale Bibliotheek van Israël: 987007280261105171
- Nationale en Universitaire bibliotheek Zagreb: 000062012
- Nederlandse Thesaurus van Auteursnamen: 095935800
- Réseau des bibliothèques de Suisse occidentale: 02-A003023071
- RKD-Nederlands Instituut voor Kunstgeschiedenis: 441352
- Istituto Centrale per il Catalogo Unico: RAVV080390
- SNAC: w6j6942t
- Système universitaire de documentation: 146824873
- Union List of Artist Names: 500031709
- Virtual International Authority File: 20487103
- WorldCat: E39PBJt8p6dqvY3WcKtF38bDbd